# Iakubivka, Cernihiv
Iakubivka (în ucraineană Якубівка) este un sat în comuna Slabîn din raionul Cernihiv, regiunea Cernihiv, Ucraina.

## Demografie
Componența lingvistică a localității Iakubivka
     Ucraineană (100%)
Conform recensământului din 2001, toată populația localității Iakubivka era vorbitoare de ucraineană (100%).